# Italo disco
L'Italo disco (en majúscules i, de vegades, amb guionet com a Italo-disco ) és un gènere de música dance que es va originar a Itàlia a finals dels anys setanta i es va produir principalment als anys vuitanta. Caracteritzat per melodies senzilles reversionades amb bases rítmiques per DJ de moda a les discoteques. El so usava freqüentment aguts que volien recordar l'espai exterior o els robots i si hi havia lletres (cantades usualment en anglès), es referien a un món oníric. L'italo disco va evolucionar a partir de la música underground dance, pop i electrònica de l'època, tant nacional com estrangera (hi-NRG, Euro disco) i es va convertir en un gènere divers. El gènere utilitza bateries electròniques, caixes de ritmes, sintetitzadors i, ocasionalment, vocoders. Normalment es canta en anglès i, en menor mesura, en italià i castellà.
L'origen del nom del gènere està fortament lligat als esforços de màrqueting del segell discogràfic ZYX, que va començar a llicenciar i comercialitzar la música fora d'Itàlia el 1982. L'italo disco va decaure a principis dels anys noranta i després es va dividir en molts gèneres (Eurobeat, Italo house, Italo dance).
El seu nom reflecteix el seu conreu a Itàlia, però va tenir força èxit també a Alemanya i, posteriorment, al Japó i el Canadà. La part més comercial es va convertir en eurodance, mentre que les tendències més dures van adoptar influències del techno i el house. Alguns grups i solistes que van conrear aquest estil són Ken Laszlo, Flowchart i Gazebo.